# 尼克拉斯·贝克斯特伦 (1987年)
尼克拉斯·贝克斯特伦（瑞典語：Nicklas Bäckström，1987年11月23日—），瑞典男子冰球运动员。他曾代表瑞典参加2010年和2014年冬季奥林匹克运动会冰球比赛，获得一枚银牌。